# Promachus rufescens
Promachus rufescens är en tvåvingeart som beskrevs av Ricardo 1920. Promachus rufescens ingår i släktet Promachus och familjen rovflugor.
Artens utbredningsområde är Sierra Leone. Inga underarter finns listade i Catalogue of Life.